# 23452 Drew
23452 Drew (1988 QF) là một tiểu hành tinh vành đai chính bên trong được phát hiện ngày 18 tháng 8 năm 1988 bởi C. S. Shoemaker và E. M. Shoemaker ở Palomar.